# Sala de Conciertos de Estocolmo

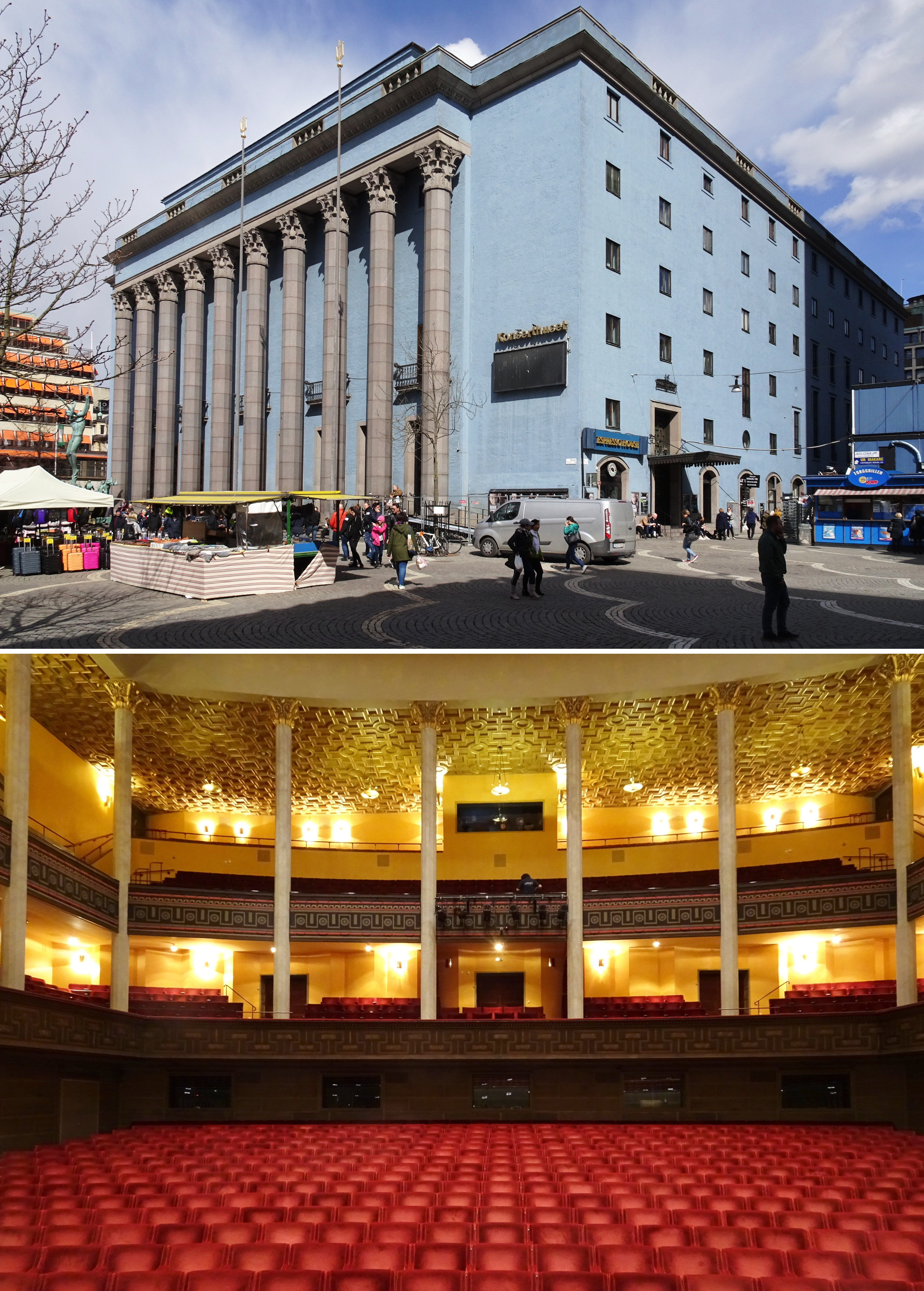

Sala de Conciertos de Estocolmo (o Konserthuset) es la sala de conciertos más importante de Estocolmo, Suecia. Este edificio azul, situado en Hötorget, se inauguró en 1926 y fue diseñado por el arquitecto Ivar Tengbom.
Es la sede de la Real Orquesta Filarmónica de Estocolmo (Kungliga Filharmonikerna) y el recinto donde se entregan los Premios Nobel.
De diseño clásico, es uno de los mejores ejemplos arquitectónicos de la capital sueca.
En 1982 se añadió a la sala principal un órgano de 6100 tubos.